# Bruce Sutherland
Pour les articles homonymes, voir Sutherland.
Bruce Sutherland (26 février 1926 – Santa Monica, 8 septembre 2010) est un pianiste américain, professeur de musique et compositeur.

## Biographie
Bruce Sutherland étudie avec Ethel Leginska et Amparo Iturbi. Il fait ses débuts de pianiste pour une émission de radio avec la KFI Symphony dirigé par James Échantillon dans Les Nuits dans les jardins d'Espagne de Falla.
Sutherland se fait connaître en tant que compositeur avec un prix de composition avec Allegro Fanfara, créé lors du concours international Gottschalk à la Nouvelle-Orléans. José Iturbi dirigeait l'Orchestre symphonique de Bridgeport avec David Bar-Illan en pianiste soliste.
Dans ses dernières années, Bruce Sutherland devient enseignant. Parmi ses plus notables élèves, il y a Max Levinson, John Novacek et Rufus Choi.

## Œuvres
Les œuvres sélectionnées incluent :
- Allegro Fanfara
- Œuvre pour deux pianos
- Prélude
- Sonatine pour piano[2]